# Enterprise feedback management
Pour les articles homonymes, voir EFM.
Enterprise feedback management (EFM) désigne une tendance de management où toutes les informations d'entreprise sont centralisées au sein d'un seul outil, connectées au reste du système d'information et mutualisable entre les différents métiers de l'entreprise.
L'EFM répond au besoin de collecter un maximum d’informations venant de sources internes (salariés, filiales) comme externes (clients, partenaires) et de centraliser ces informations dans des outils qui communiquent entre eux pour un traitement fiable et économique de l’information.

## Utilisation
Tous les départements d'une entreprise sont concernés :
- ressources humaines : enquêtes internes, évaluation des connaissances, 360°, entretiens annuels, qualité de la formation, etc.
- recherche et développement : analyse des résultats d’expérimentations, tests des produits, analyse sensorielle, etc.
- qualité : enquêtes de satisfaction, mesure de la qualité de service ou de la production, etc.
- marketing : études et enquêtes, tests consommateurs, etc.
- audit interne : problématiques de conformité, fiabilité des procédures, etc.
- système d'information : Mesure de la satisfaction utilisateurs, Enquête de satisfaction hot-line, Mesure de la performance de l’infogérance, Maintenance et audit de parc informatique, etc.
- Achats : Qualité des prestations ou produits délivrés par les fournisseurs, Étude de mise en conformité (REACH, ROHS...), etc.
- Mobilité : Rapport de visite commerciale, Saisie de fiches contact sur des événements, Relevés terrain pour les techniciens, etc.

## Architecture
Une plateforme EFM se caractérise par l'intégration complète des fonctions d'enquête, de test et d'intégration aux systèmes d'information :
- identification et gestion des personnes testées ou interrogées.
- création, diffusion et partage des questionnaires sur tous types de support (internet/intranet, papier, face à face et téléphone...).
- analyse des réponses et données remontées, avec la nécessité de mettre à disposition des outils puissants (Datamining, Textmining) mais packagés pour être exploités facilement par des utilisateurs qui ne soient pas des experts.
- restitution des résultats à travers des portails d’accès en ligne ou des rapports produits automatiquement dans les outils bureautiques standards du marché.